# Perroquet (cocktail)
Pour les articles homonymes, voir Perroquet (homonymie).
Le Perroquet est un cocktail réalisé à base de pastis, de sirop de menthe et d'eau.

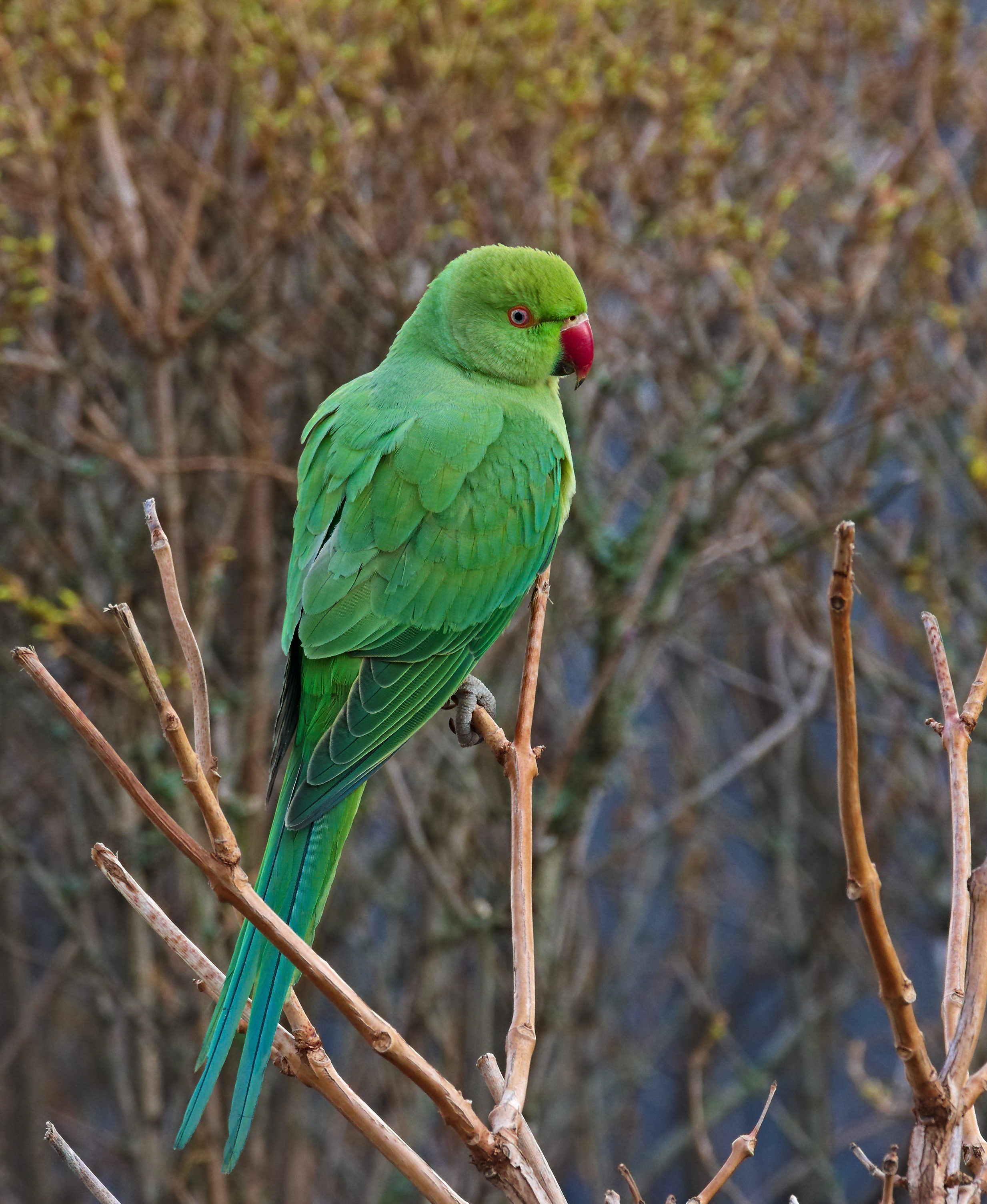
Perroquet vert.

Il possède une couleur verte rappelant celle du perroquet vert.
En Belgique, Perroquet désigne plutôt un mélange de bière et de sirop de menthe.

## Composition
Le Perroquet est composé de 4 cl de pastis, d'1 cl de sirop de menthe verte et de 15 cl d'eau fraîche avec des glaçons.